# 7. Geschwader
Das 7. Geschwader (russisch 7-я оперативная эскадра, dt. 7. operatives Geschwader) war ein Flottenverband der sowjetischen Marine und später der russischen Marine.
Das Operationsgebiet lag im Atlantik. Im Kalten Krieg war seine primäre Aufgabe die Begleitung der Trägerkampfgruppen der amerikanischen Atlantikflotte, im Krisenfall sollte es die im Atlantik stationierten strategischen U-Boote des Gegners bekämpfen. Das 7. Geschwader unterstand operativ von 1968 bis zum 20. November 2005 der Nordflotte. Dann wurde es aufgelöst.
Der Kampfbestand des 7. Geschwaders bestand aus folgenden Einheiten:
- 170. Torpedobootbrigade (1968–1972), 170. UAW-Brigade (1971–1991), 44. UAW-Division (1991–1993)
- 120. Raketenschiffbrigade (1971–1991), 43. Raketenschiffdivision (1991–2005)
- 56. Torpedobootbrigade (1978–1998)
- 121. Landungsschiffsbrigade (1997–2001)
- 2. UAW-Division (2001–2005)

In den 1970er Jahren probten Einheiten des 7. Geschwaders an der Küste Guineas Seelandungen und nutzen den Hafen Conakry als Basis.

## Kommandeure
- Konteradmiral Grigori Golota (1968–1969)
- KAdm Nikolai Solowjow (1969–1973)
- KAdm Alexei Kalinin (1973–1975)
- Vizeadmiral Witali Zub (1975–1982)
- KAdm Wadim Kolmagorow (1982–1985)
- KAdm Dmitri Woinow (1985–1989)
- KAdm Wassili Jerjomin (1989–1991)
- KAdm Juri Ustimenko (1991–1992)
- KAdm Wladimir Bessonow (1992–1994)
- VAdm Wladimir Dobroskotschenko (1994–1998)
- VAdm Gennadi Radsewski (1998–2003)
- VAdm Alexei Maximtschuk (2003–2005)